# Мул без узды
«Мул без узды» (фр. La Demoiselle à la Mule, другое название La Mule sans Frein, откуда и русский перевод) — рыцарский роман некого Пайена де Мезьера (Païen de Maisières), написанный между 1190 и 1210 годами.
Возможно, имя автора (фр. Païen — 'язычник') является травестийным снижением имени великого Кретьена де Труа (фр. Chrétien — 'христианин').
Русский перевод романа выполнила Елизавета Дмитриева (Черубина де Габриак).

## Сюжет
Роман начинается с появления при дворе короля Артура в праздничный день (на Троицу) некоей девицы, взывающей о сочувствии и помощи. Она просит помочь ей вновь обрести утраченную уздечку от упряжи её мула. Первым на подвиг решается сенешаль сэр Кей. Его попытка завершается позорной неудачей. Затем наступает очередь Гавейна. Он с честью проходит все испытания, степень опасности которых нарастает: сначала воин должен проехать через лес, кишащий дикими зверями (но они не трогают путника), затем пересечь поле, полное отвратительных ползучих гадов, потом переправиться через бурный поток по очень узкой шатающейся доске, перекинутой с одного берега на другой. Не менее серьёзное испытание ждет героя при проникновении в замок, волшебные стены которого все время вращаются. Наконец, выдержка Говена проверяется и тогда, когда ему предлагают добровольно дать отрубить себе голову, обещая, что она потом снова прирастет. Потом будут схватки — сначала с разъяренным львом, потом с могучим рыцарем, под конец — со змеем. Говен везде побеждает, получает уздечку, но не женится на даме, хозяйке заколдованного города. Благодаря победе рыцаря волшебство рассеивается, и только что безлюдный город начинает жить полнокровной жизнью.

## Издания
- Пайен из Мезьера. Мул без узды. (Девушка на муле) / Пер. со старофранц. Е. Васильевой. Ред. статья и коммент. А. А. Смирнова. — М.; Л.: Academia, 1934. — 92 с.: ил. — (Литература средневековья).
- Пайен де Мезиер. Мул без узды // Две старофранцузские повести. — М., 1956.